# Çatalca

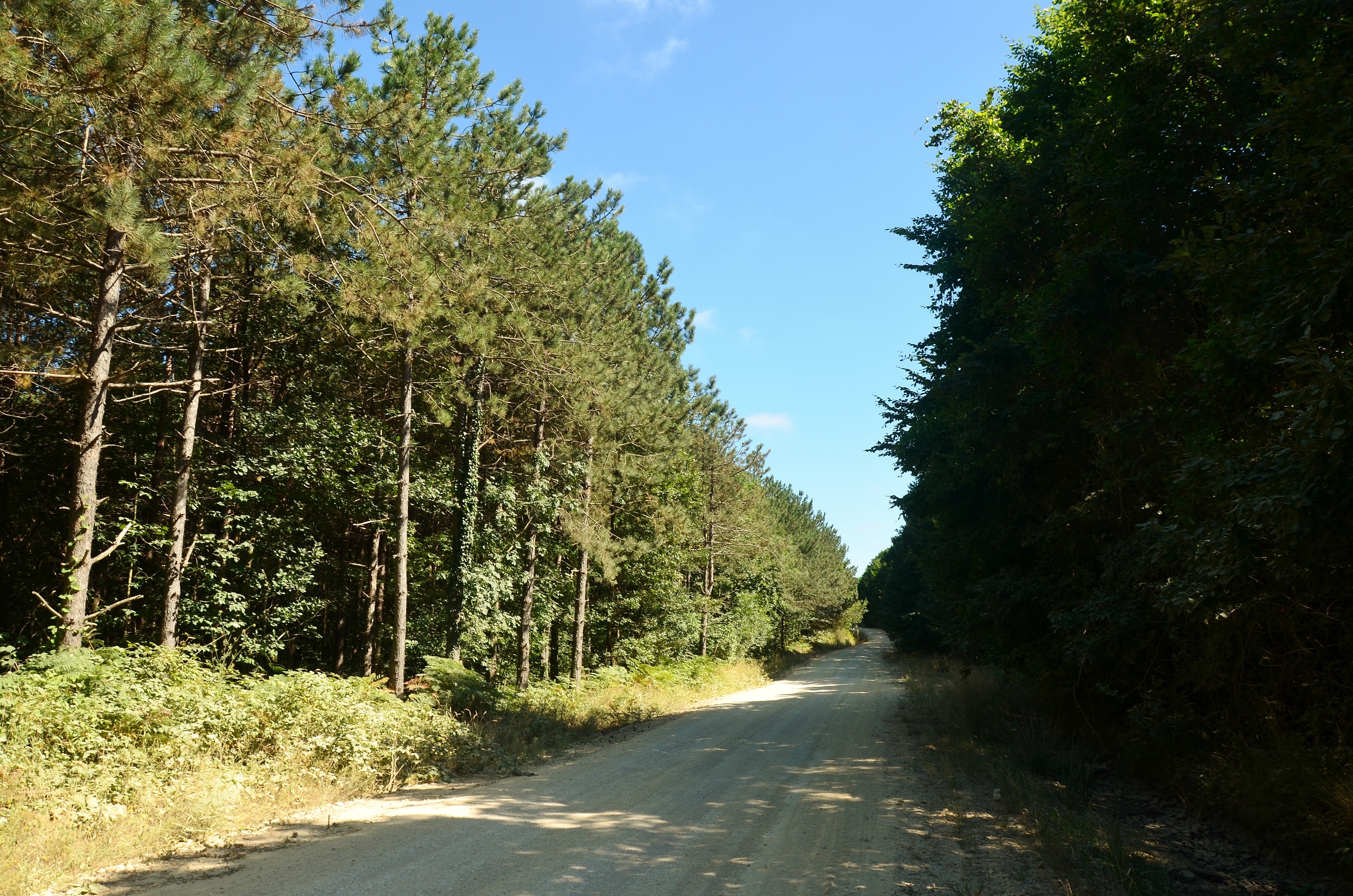
Trees in Çilingoz Nature Park in Çatalca district

Çatalca là một huyện thuộc tỉnh İstanbul, Thổ Nhĩ Kỳ. Huyện có diện tích 1344 km² và dân số thời điểm năm 2007 là 89158 người, mật độ 66 người/km².